# タイムカプセル (莉犬のアルバム)
『タイムカプセル』は、莉犬初のオリジナルフルアルバムである。2019年12月11日にSTPR Recordsにより発売された。同年12月23日にオリコンチャート第2位を獲得。2020年8月に日本レコード協会より「2020年8月度ゴールドディスク」に認定された。オリコン月間アニメアルバムチャートの2019年12月度で1位を獲得。

## 収録曲
1. よくできました◎
作詞・作曲・編曲：HoneyWorks
2. Y学園へ行こう 学園ドタバタ編
作詞：ピノリーノ
作曲・編曲：サカモフ
映画「妖怪学園Y 猫はHEROになれるか」オープニング。
テレビアニメ「妖怪学園Y 〜Nとの遭遇〜」週替わりエンディング。
3. 恋のつぼみ
作詞：莉犬
作曲・編曲・編曲：Makito Hayashi
4. ルマ
作詞・作曲・編曲：かいりきベア
5. ネガリズム
作詞・作曲：DECO*27
編曲：Rockwell
6. ツイートツイート
作詞・作曲・編曲：Yunomi
7. Happy Angle
作詞・作曲・編曲：金井奏馬
8. Rainbow
作詞：Lauren Kaori
作曲：Lauren Kaori、家原正樹
編曲：家原正樹
9. Since 1998.
作詞：莉犬
作曲・編曲：Teppei Takeshima
10. Now or Never
作詞：莉犬
作曲：Tomomi Narimoto
編曲：Shuhei Takahashi
11. 君の方が好きだけど
作詞：莉犬
作曲：るぅと、松
編曲：松
12. ノスタルジーの窓辺 （莉犬×るぅと）
作詞：莉犬
作曲：るぅと、松
編曲：松
13. 最終列車 （すとぷり）
作詞：ななもり。、TOKU
作曲：るぅと、松
編曲：松
14. タイムカプセル
作詞：莉犬
作曲：るぅと、松
編曲：松

## 初回限定版

### 初回限定DVD
すとろべりーめもりーvol.8 DAY2 『僕たちすとぷり信号機組！』
（2019年6月30日、NHKホール）
1. 君の方が好きだけど
2. すとろべりぃぬまじっく
3. ちこくしてもいいじゃん
4. ちこくしてもいいじゃん 〜オーディオコメンタリー 莉犬ver.〜

### 初回限定ボイスドラマCD盤
1. 莉犬くんの職業体験っ！
2. りけんくんによる莉犬にぃアルバム完成おめでとう会っ！